# Sicyases sanguineus
Sicyases sanguineus, ein Schildfisch (Familie Gobiesocidae, Unterfamilie Gobiesocinae; vgl. Gobiesox marmoratus), ist in seiner Heimat, der Pazifikküste Südamerikas, etwa so geläufig wie an Europas Küsten der Seehase (Cyclopterus lumpus). In Chile wird er pejesapo („Krötenfisch“) genannt. Der Fisch spielte schon in der präinkaischen Kultur eine gewisse Rolle als leicht zu erntendes Subsistenz-Handelsgut (Proteinquelle) von der Küste bis ins Andenhochland. Der Gattungsname Sicyases ist ein latinisiertes Kunstwort aus dem altgriech. Aoristpartizip σικυάσας, von σικυάζειν „schröpfen“ – also „einer, der zu schröpfen pflegt“, Schröpfer – sowohl hinsichtlich der Körperform als offenbar auch der Zähne (als Schnepper) – worauf sich ebenso, pleonastisch, sanguineus („Blut-“) bezieht.
Der ziemlich kaulquappenähnliche Fisch vereint eine Menge ausgefallener anatomischer, physio- und ökologischer Merkmale – er hat eben eine für Fische ungewöhnliche „amphibische“ Lebensweise. Die Färbung kann unterschiedlich sein: von gelblich über olivgrün bis braun (also nicht rot), oft mit dunkler, manchmal aber undeutlich werdender Bänderung. 

## Bau und Funktion
Der pejesapo ist weniger abgeflacht als andere Schildbäuche: die Bauchseite ist natürlich wegen der großen Saugscheibe flach, Kopf und Rücken sind aber ziemlich hoch. Das Maul ist durch starke Kaumuskeln und das vorwärts gerichtete Pferde- oder Wiederkäuer-Schneidezahngebiss betont, so dass es aussieht, als hätte dieser Fisch ein Kinn. Die vorderen Zähne (insgesamt viermal drei) stehen in Alveolen eingepflanzt (sonst bei Fischen selten) und müssen daher stärkeren Beanspruchungen gewachsen sein. Man könnte hier an das Losreißen von Napfschnecken denken, die ja im selben Biotop vorkommen und sich (z. B. wegen der Brandung) sehr gut festsaugen können. In der Tat frisst Sicyases Schnecken – aber nicht bevorzugt; wenn man Nahrungsanalysen durchführt, findet man wie bei vielen anderen „Nahrungsspezialisten der Anatomie nach“ opportunistisches Fressverhalten; d. h., es wird alles genommen, was sich anbietet und bewältigt werden kann, besonders kleinere Höhere Krebse, Muscheln u. Ä.
Wie etwa beim australischen Lungenfisch (Neoceratodus forsteri; mit Quetschgebiss) finden wir den Darm oft mit Pflanzenteilen (hier Thalli von Braun-, Rot- u. a. Algen) erfüllt, die aber bloß um der darauf sitzenden Schnecken willen aufgenommen wurden. Es gibt bereits Untersuchungen, die zeigen, dass diese Algen (Tang) kaum verdaut werden, so dass Sicyases, auch wenn er so „faul“ ist, als Phorent (Verbreiter) dieser Makroalgen gesehen werden kann; nur deren Sporen überleben die Verdauung meist nicht. Quetschzähne hat der Fisch keine, aber es genügt ja, die Schneckenschalen im Magen langsam aufzulösen, wie es Röntgenbilder zeigen.
Am Schädel ist eigenartig z. B. die Zerlegung des Suspensoriums, dessen Vorderende (Palatinum) nur ligamentös mit dem Quadratum verbunden ist, das selbst wieder recht abweichend aussieht – etwa weil es nach hinten verbreitert ist. Die drei Pterygoide sind winzig. All dies weist u. a. darauf hin, dass Saugschnappen und Wasseratmung bei diesen Fischen nicht von der Bedeutung sind wie sonst – Flossenformel: D 7-10, A 5-7, P 23-28, C 14 (die Brustflosse ist also sehr breit, ähnlich wie beim Igelfisch; die After- ist viel kleiner als die Rückenflosse). Dieser Schildbauch erreicht 20, angeblich sogar 30 cm Länge.

## Ökologie und Physiologie
Obwohl Sicyases zu den Gobiesocinae mit breiten Kiemenöffnungen zählt (vgl. dagegen Lepadogaster lepadogaster), lebt er eher eu- als sublitoral, also in der Gezeitenzone, wo er öfters trockenfällt. In Fluttümpeln ist er aber selten zu finden, und wenn, kann es sogar passieren, dass er im von der Sonne erwärmten, stagnierenden Wasser erstickt, ohne dagegen etwas zu unternehmen. Meist aber bleibt er unter Tang, Steinen im Feuchten oder aber er hängt kopfunten an senkrechten Felswänden, selbst wenn diese besonnt sind. Denn in dieser Stellung kann er offenbar die Kiemen am längsten feucht halten und (angeblich) auch einen Hautbezirk an der Kopfunterseite, der in besonderer Weise der Hautatmung dienen soll. So hält er bis zu 40 Stunden ohne Untertauchen aus. Dabei stellt er z. B. die Stickstoffausscheidung von Ammoniak (über die Kiemen – das Normale bei Fischen) auf Harnstoff um (über die Niere, wie bei vielen Landtieren). In Zusammenhang damit weisen auch inkretorische Drüsen einige Besonderheiten auf, z. B. sind die Thymusanlagen an den Kiemenbogen sehr groß; die Stanniusschen Körperchen (im Nieren-Gewebe eingebettet) weisen hier sogar einen Sexualdimorphismus auf (Männchen haben zwei, Weibchen aber drei oder vier). Auch Milz und Gallenblase sind sehr groß. Überhaupt haben ja die Gobiesocidae einen ganz kurzen, aber ungemein weiten Darm (vielleicht den weitesten aller Teleostei – eine „Begründung“ dafür ist nicht zu geben); nur der Magen ist durch Ringmuskeln abschließbar. Die Verdauung scheint so langsam vonstattenzugehen, dass auch Pylorusschläuche überflüssig sind. Die Fortpflanzung erfolgt wohl wie sonst bei Schildbäuchen, mit Bewachung des Laichs unter der Wasserlinie. Zur Ausbreitung gehen die Larven noch (mit Schwimmblase) einige Wochen ins küstennahe Freiwasser (Perez 1981). Als Begründung der amphibischen Lebensweise wird geringerer Räuberdruck außerhalb des Wassers angenommen, obgleich hier natürlich wieder Seevögel (wie Möwen) oder Seeotter nach Nahrung stöbern.

## Vorkommen
Er lebt an felsigen, meist auch tangbewachsenen Küsten Perus und Chiles sowie – mit zwei (?) verwandten Arten – rund um vorgelagerten Inseln, bei Wassertemperaturen von 12 bis 18 °C.

## Weblink
Sicyases sanguineus auf Fishbase.org (englisch)